# Phyllodactylus wirshingi
Phyllodactylus wirshingi är en ödleart som beskrevs av  Harold W. Kerster och SMITH 1955. Phyllodactylus wirshingi ingår i släktet Phyllodactylus och familjen geckoödlor.

## Underarter
Arten delas in i följande underarter:
- P. w. hispaniolae
- P. w. sommeri
- P. w. wirshingi